# Papiri Chester Beatty

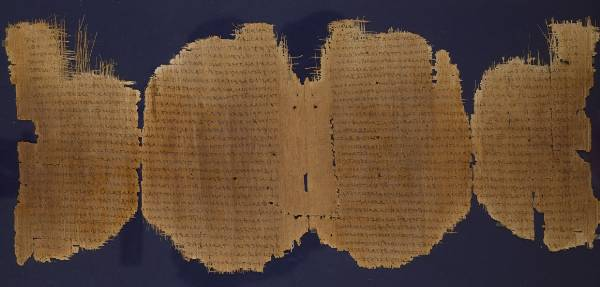
P. Chester Beatty I, (^{45}) folii 13-14, contenenti una porzione del Vangelo secondo Luca

I Papiri Chester Beatty sono una collezione di 11 antichi manoscritti biblici su papiro, composti in lingua greca e di origine cristiana. Sette manoscritti contengono porzioni dell'Antico Testamento, tre del Nuovo Testamento e uno contiene il Libro di Enoch e un'omelia cristiana non identificata. Sono per lo più datati al III secolo e conservati in parte alla Chester Beatty Library di Dublino, in parte all'Università del Michigan, e in alcuni altri posti.
Le circostanze in cui i papiri furono ritrovati non sono chiare: si parla di un ritrovamento in giare all'interno di un cimitero copto nei pressi di Aphroditopolis, oppure di Al Fayyum. La maggior parte dei papiri furono acquistati da Alfred Chester Beatty, da cui prendono il nome, sebbene alcuni papiri furono acquistati dall'Università del Michigan e da qualche altro collezionista o istituzione.
L'annuncio dell'esistenza dei papiri fu dato il 19 novembre 1931, sebbene altri fogli furono acquistati nel decennio successivo. I manoscritti furono pubblicati da Frederic G. Kenyon, in un'opera in otto volumi intitolata The Chester Beatty Biblical Papyri: Descriptions and Texts of Twelve Manuscripts on Papyrus of the Greek Bible (1933-58). I papiri di questa collezione sono solitamente indicati come P. Chester Beatty con il relativo numerale romano I-XII.

## Caratteristiche della collezione
La maggior parte dei manoscritti sono datati al III secolo, con alcuni di loro risalenti al II secolo; le dimensioni delle pagine variano dai 14 x 24,2 cm (P. III) ai 18 x 33 cm (P. VI).
Tutti i manoscritti sono codici, cosa che sorprese i primi studiosi che esaminarono i testi, in quanto si riteneva all'epoca che i codici in papiro non fossero stati comunemente usati dai cristiani prima del IV secolo; il loro studio ha anche permesso agli studiosi di comprendere meglio come venissero costruiti i codici in papiro. Vi è una certa varietà di costruzione codice per codice; alcuni sono costituiti da un singolo blocco («quaderno») di fogli di papiro (Pap. II, VII, IX + X), altri variano da un singolo foglio (I), a cinque (V) o sette (VII). Il codice più grande (P. IX+X) doveva contenere in origine circa 236 pagine.

### Elenco dei papiri

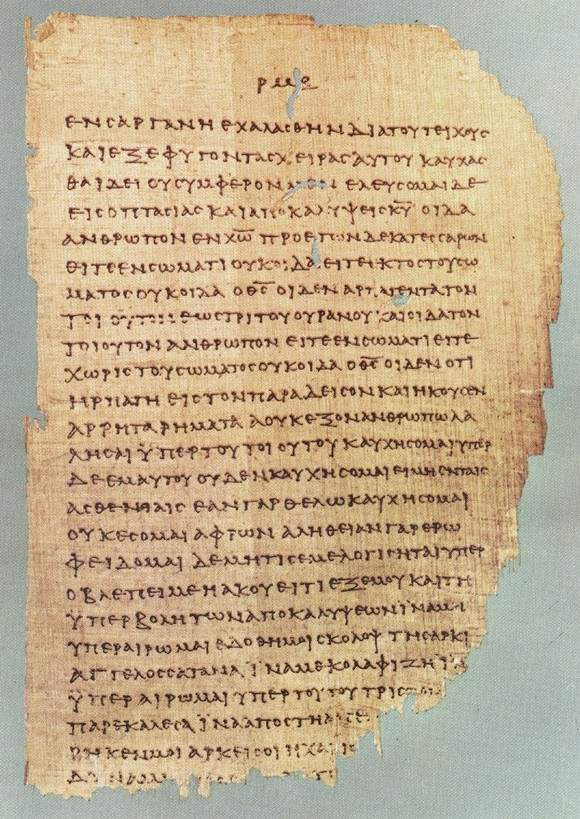
Il P. Chester Beatty II, meglio noto come ^{46}, contenente alcune lettere di Paolo; in questo caso si tratta di Seconda lettera ai Corinzi, 11:33-12:9.

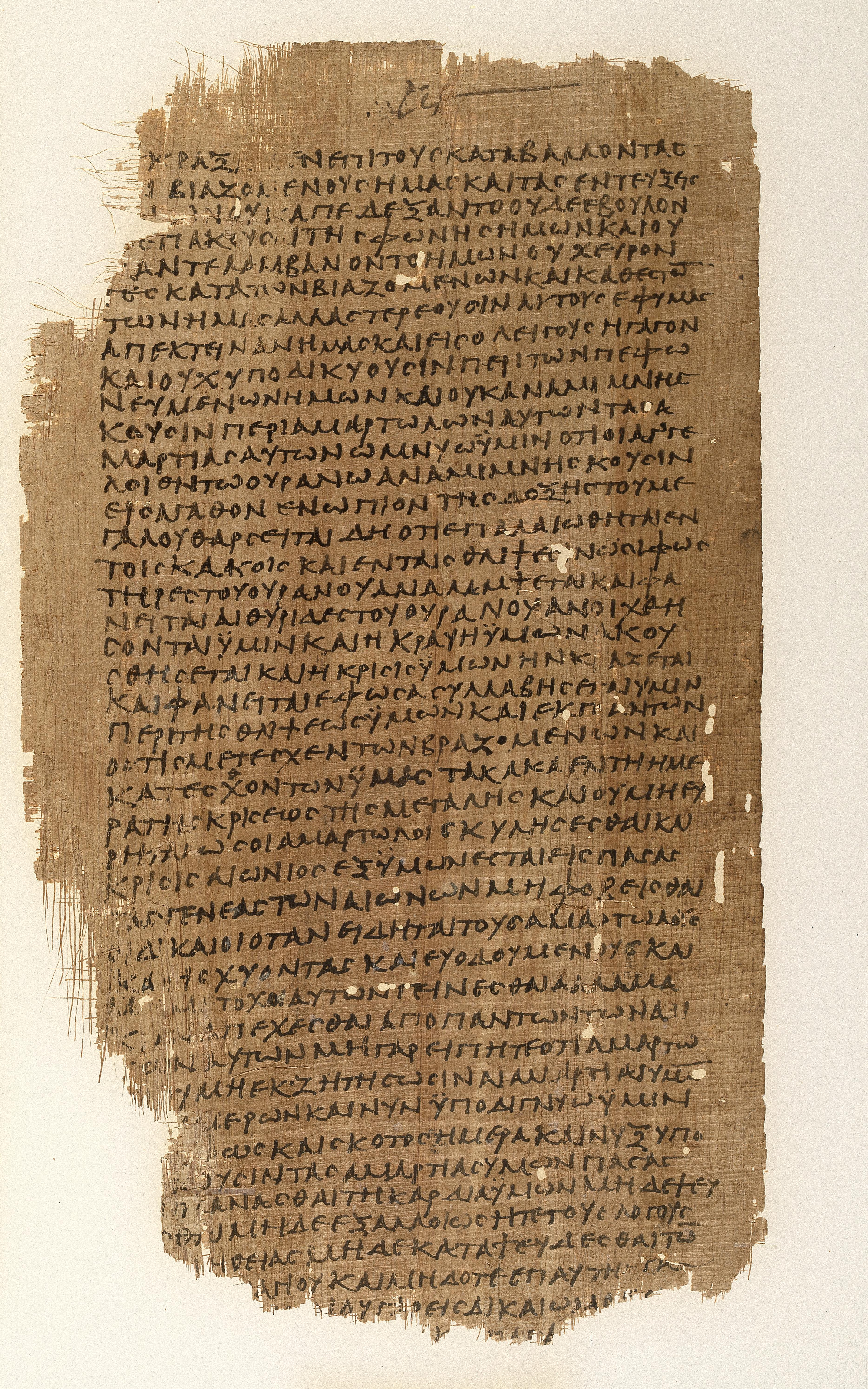
P. Chester Beatty XII, con il testo del Libro di Enoch

P. Chester Beatty I = {\displaystyle {\mathfrak {p}}}45
Contenente il testo dei vangeli e degli Atti degli apostoli, in maniera frammentaria; è datato alla prima metà del III secolo.
P. Chester Beatty II = {\displaystyle {\mathfrak {p}}}46
Contenente il testo delle lettere di Paolo, con l'esclusione delle lettere pastorali e l'inclusione della Lettera agli Ebrei, in maniera frammentaria; è datato alla prima metà del III secolo.
P. Chester Beatty III = {\displaystyle {\mathfrak {p}}}47
Contenente il testo dell'Apocalisse di Giovanni; è datato al III secolo.
P. Chester Beatty IV
Contenente il testo della Genesi; è datato al tardo III secolo.
P. Chester Beatty V
Contenente il testo della Genesi; è datato al IV secolo.
I papiri IV e V sono importanti in quanto i manoscritti più antichi dell'Antico Testamento, il Codex Vaticanus e il Codex Sinaiticus, hanno delle lacune nel libro della Genesi.
P. Chester Beatty VI
Contenente il testo frammentario di Numeri e Deuteronomio; è datato alla prima metà II secolo.
Sebbene sia il più antico manoscritto della collezione, esistono due manoscritti di questi due libri più antichi, il Papiro Rylands 458P e il Papiro Fouad 266.
P. Chester Beatty VII
Contenente il testo del Libro di Isaia; è datato al III secolo. È in pessime condizioni e ha note a margine in antico fayyumico, un dialetto della lingua copta.
P. Chester Beatty VIII
Contenente il testo frammentario del Libro di Geremia; è datato all'inizio del III secolo.
P. Chester Beatty IX/X
Originariamente ritenuti due manoscritti differenti, contengono il testo frammentario del Libro di Ezechiele, del Libro di Daniele e del Libro di Ester; è datato al III secolo.
P. Chester Beatty XI
Contenente due frammenti dell'Ecclesiaste; è datato alla prima metà IV secolo.
P. Chester Beatty XII
Contenente un frammento del Libro di Enoch e un'omelia anonima attribuita a Melitone di Sardi; è datato al IV secolo.